# Femte söndagen i påsktiden
Femte söndagen i påsktiden är sedan 2003 års evangeliebok namnet på Fjärde söndagen efter påsk, och har underrubriken Cantate från inledningsordet i det medeltida introitus.
Den infaller 28 dagar efter påskdagen. Den liturgiska färgen är vit.
Temat för dagens bibeltexter enligt evangelieboken är Att växa i tro:, och en välkänd text är bland annat från Jesu översteprästerliga förbön. En typisk text är ur Första Johannesbrevet: 
Detta är kärleken: inte att vi har älskat Gud utan att han har älskat oss och sänt sin son som försoningsoffer för våra synder.

## Svenska kyrkan

### Texter
Söndagens tema enligt 2003 års evangeliebok är Att växa i tro. De bibeltexter som används för att belysa dagens tema är:
| Första årgången                                                       | Andra årgången                                                         | Tredje årgången                                                  | Psaltarpsalm     |
| Hosea 11:1-4 Första Johannesbrevet 4:10-16 Johannesevangeliet 16:5-11 | Hosea 14:5-9 Första Johannesbrevet 3:18-24 Johannesevangeliet 15:10-17 | Jesaja 57:15-16 Galaterbrevet 5:13-18 Johannesevangeliet 17:9-17 | Psaltaren 98:1-8 |